# بوتاجيرا
بوتاجيرا ( (بالأمهرية: ቡታጅራ)‏ ) هي مدينة ووريدا منفصلة في وسط  إثيوبيا. 
تقع عند قاعدة كتلة زبدار في منطقة غوراجي التابعة لإقليم الأمم الجنوبية.
ويبلغ ارتفاع هذه المدينة 2131 مترًا فوق مستوى سطح البحر.

## نظرة عامة

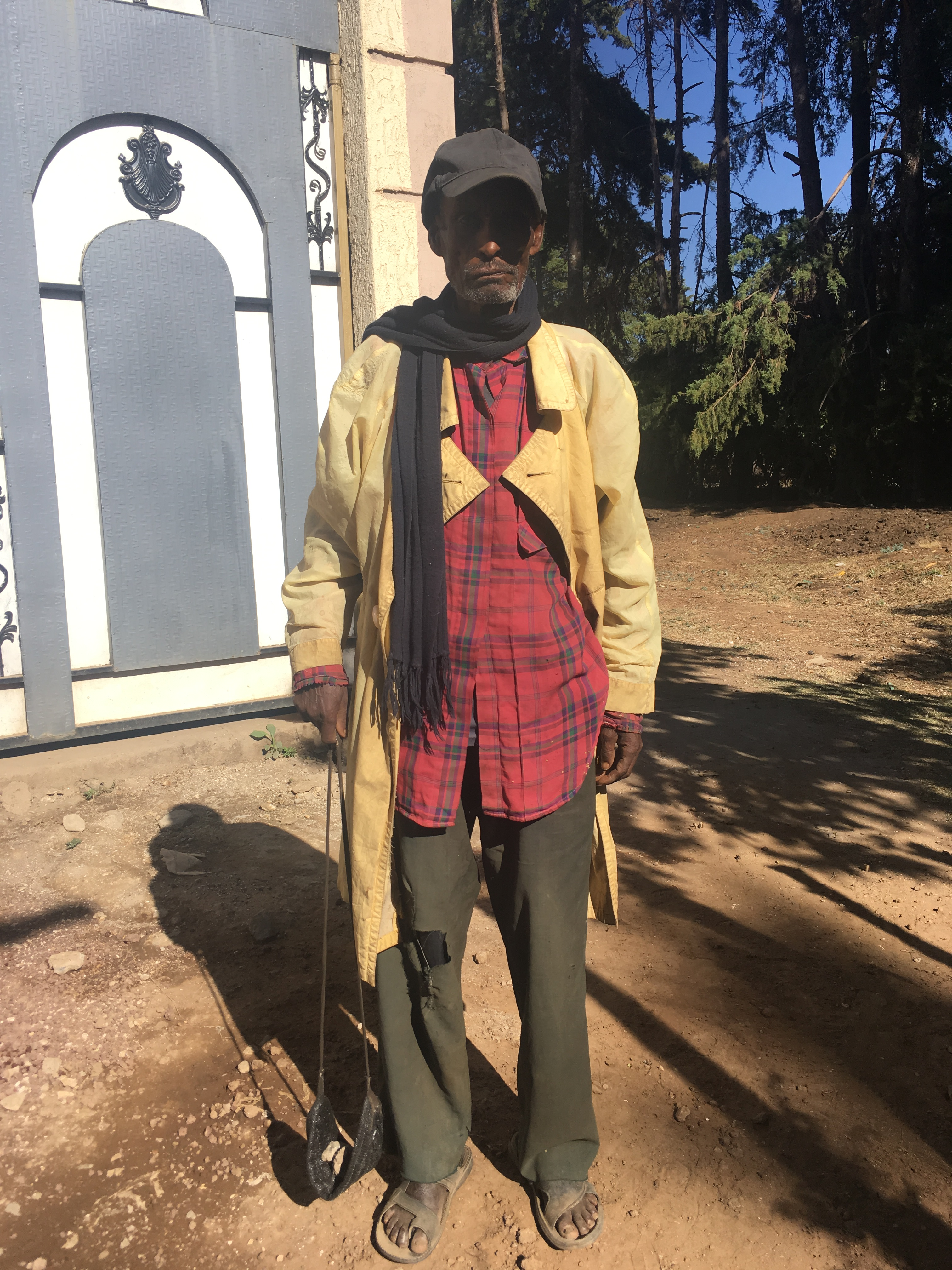
رجل من الغوراجي مع مقلاع في بوتاجيرا.

وفقًا لحكومة منطقة جوراجي، فإن بوتاجيرا هي واحدة من 12 مدينة بها طاقة كهربائية، وواحدة من 11 بها خدمة هاتفية وواحدة من تسع بها خدمة بريدية. يتم توفير المياه الصالحة للشرب من خلال 4 آبار. 
المدينة بها سوق أسبوعي يوم الجمعة. ومن المعالم البارزة في المدينة نافورة في الجانب الجنوبي من المدينة، والتي تستمد المياه من نبع يعتبره الأهالي مقدسا، ويخصصونه للقديس تكلي هايمانوت. 
تذكر سلطات المنطقة معلمًا محليًا آخر هو المسجد المحلي (الذي تم بناؤه بمساهمة مالية من كل من المسلمين والمسيحيين)، والذي تم الانتهاء منه في عام 1979 م (1972 م)، ويحتوي على قاعتين كبيرتين للصلاة، تتسع كل منهما لـ 2500 فرد: الصالة في الطابق الأرضي مخصصة للسيدات بينما الصالة في الطابق الثاني للرجال. 
تأسست بوتاجيرا بين عام 1926 عندما لم يجد المبشر بيري عزيز شيئًا هناك، وعام 1935 عندما وجدت بعثة إثنوغرافية ألمانية بلدة تم وضعها في خطوط مستقيمة وأشكال مربعة لتكون بمثابة المركز الإداري لشعب جراجي.
بعد أن تم أسر ديستا دامتو في 24 فبراير 1937 في قرية إيا الصغيرة، تم إحضاره إلى بوتاجيرا حيث تم إعدامه مساء ذلك اليوم بعد محاكمة روتينية.
وجدت الدوريات البريطانية، التي كانت جزءًا من حملة شرق إفريقيا، أن مجموعات أربنينوتش فرقت المواقع الإيطالية المحلية، مما أدى إلى رفع العلمين البريطاني والإثيوبي فوق المدينة في 21 أبريل 1941. 

## التركيبة السكانية
بناءً على تعداد عام 2007 الذي أجراه جهاز الإحصاء المركزي، يبلغ عدد سكان هذه البلدة 33.406 نسمة، منهم 16923 رجلاً و 16483 امرأة.
تم الإبلاغ عن غالبية السكان على أنهم مسلمون، حيث أفاد 51.27 ٪ من السكان بهذا الاعتقاد، في حين أن 39.58 ٪ يمارسون المسيحية الأرثوذكسية الإثيوبية، و 8.72 ٪ كانوا بروتستانت. 
ينمو بوتاجيرا حاليًا بسرعة ويظهر تغيرًا تدريجيًا في المتغير الاجتماعي والاقتصادي.